# Schefflera myriantha
Schefflera myriantha är en araliaväxtart som först beskrevs av John Gilbert Baker, och fick sitt nu gällande namn av Emmanuel Drake del Castillo. Schefflera myriantha ingår i släktet Schefflera och familjen araliaväxter. IUCN kategoriserar arten globalt som livskraftig. Inga underarter finns listade.